# Valfrid Wikner
Jonas Valfrid Wikner (i riksdagen kallad Wikner i Sveg), född 14 november 1911 i Sveg, död där 8 januari 1994, var en svensk skogsvårdskonsulent och politiker (socialdemokrat).
Wikner var ledamot av riksdagens första kammare 1962–1964 och var ledamot av andra kammaren 1965–1970, invald i Jämtlands läns valkrets.